# Chiesa della Visitazione della Beata Vergine Maria (Castiglione delle Stiviere)
La Chiesa della Visitazione della Beata Vergine Maria è un edificio religioso di Castiglione delle Stiviere, in provincia e diocesi di Mantova.
Il marchese di Castiglione Ferdinando I Gonzaga nel 1662 fece erigere la chiesa per il quartiere Palazzina di Castiglione delle Stiviere.

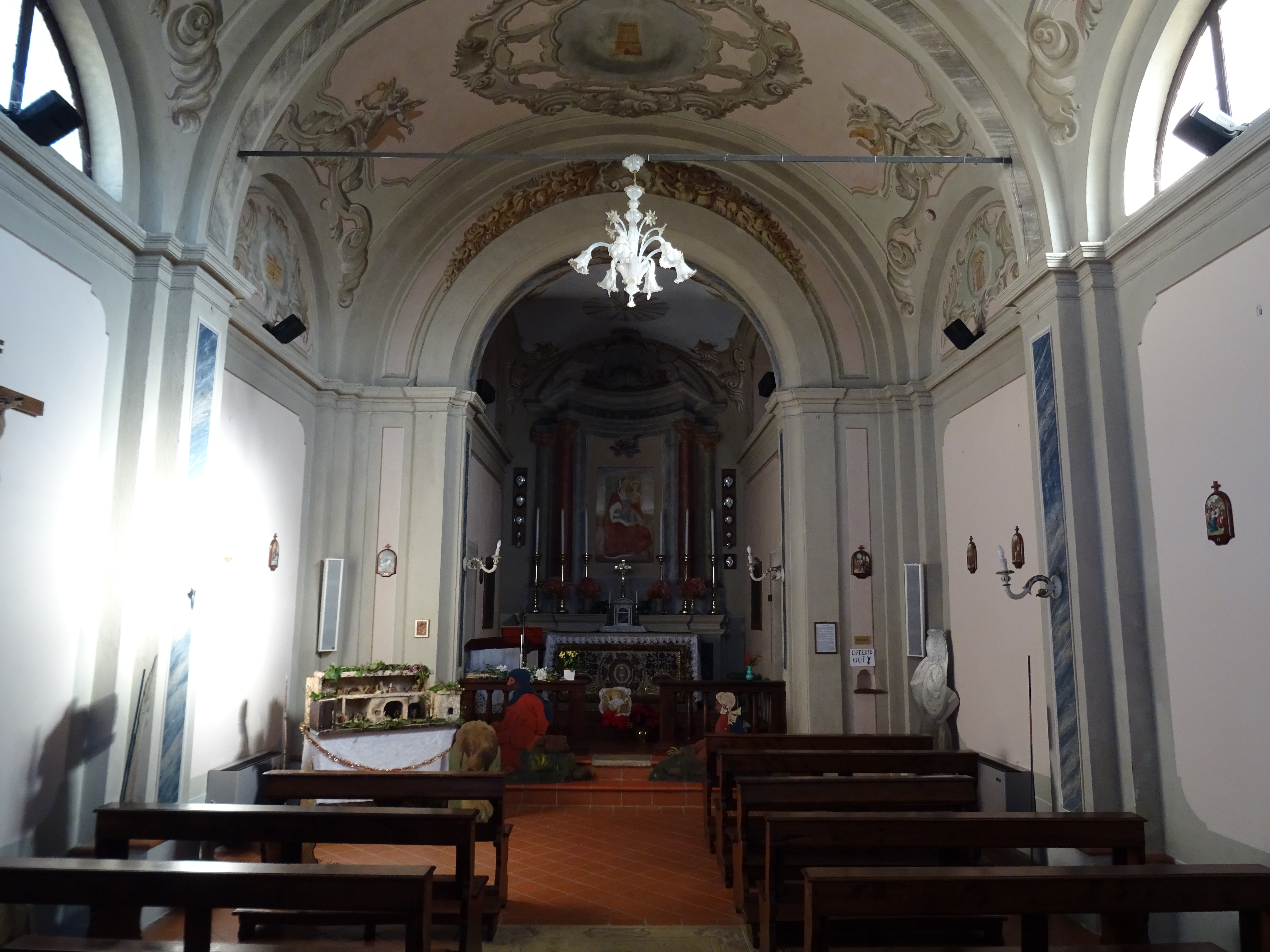
Interno

La chiesa è a navata unica con presbiterio, con volta a botte ed affresco Visitazione di Maria a Santa Elisabetta, opera del 1936 del pittore castiglionese Franco Ferlenga. Al suo interno presenta l'affresco Madonna con il Bambino e un paliotto d'altare contenente varie reliquie.